# Островновский сельсовет
Островновский сельсовет — муниципальное образование со статусом сельского поселения и административно-территориальное образование в Мамонтовском районе Алтайского края России. Административный центр — село Островное.

## Демография
По результатам Всероссийской переписи населения 2010 года, численность населения муниципального образования составила 1224 человека, в том числе 564 мужчины и 660 женщин. Оценка Росстата на 1 января 2012 года — 1172 человека.

## Населённые пункты
В состав сельского поселения входит два населённых пункта — село Островное и село Травное.